# Tourane
Tourane  o Tourané è un comune del Ciad situata nel dipartimento di Assoungha, provincia di Ouaddaï.